# Ivan Joltovski
Ivan Vladislavovitch Joltovski (en russe : Иван Владиславович Жолтовский, né le 27 novembre 1867 à Pinsk, mort le 16 juillet 1959 à Moscou) est un architecte et enseignant russe puis soviétique. Il exerça, surtout à Moscou, de 1898 à sa mort. Il fut un maître de l'architecture néorenaissante avant la révolution de 1917, avant de devenir une des figures-clés de l'architecture stalinienne.

## Sa jeunesse
Ivan Joltovski est né à Pinsk (aujourd'hui en Biélorussie). À 20 ans il commença ses études à l'Académie impériale des beaux-arts de Saint-Pétersbourg. Il reçut son diplôme au bout de onze ans, terminant en 1898 – à court d'argent, il fit de longues parenthèses lors de ses études pour aller travailler dans des agences d'architecture pétersbourgeoises. Au moment de son diplôme, Joltovki avait alors une expérience de premier ordre dans la conception, la technologie et la gestion de projet. Il conservera cette approche de terrain tout au long de sa carrière, étant un directeur de chantier tout à fait particulier dans la profession architecturale. Joltovski voulait s'installer à Tomsk après ses études, mais finalement il accepta un emploi proposé par l'école d'Art Stroganov de Moscou. Il devint chargé de travaux dirigés en architecture quelques semaines seulement après son diplôme – un travail à mi-temps qui lui octroyait du temps pour une pratique professionnelle.

## Un homme de la Renaissance, 1900-1917

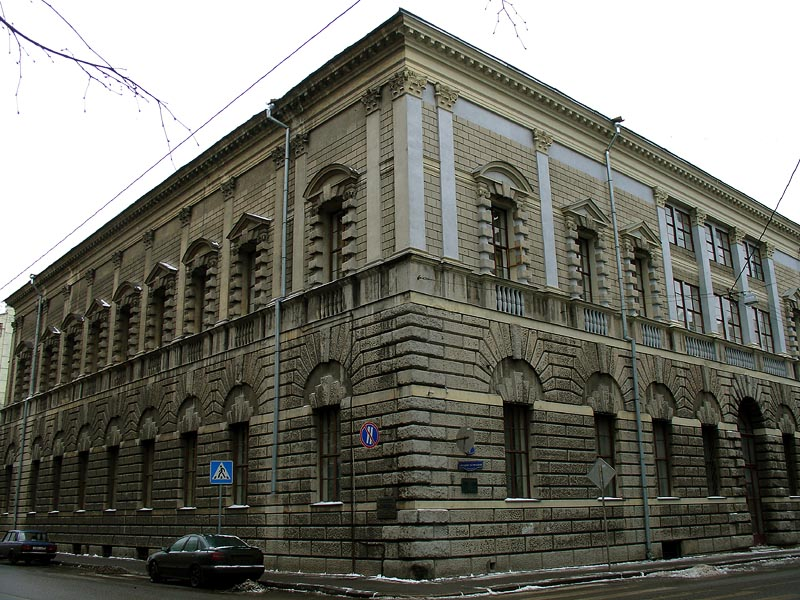
Hôtel particulier Tarassov (rue Spiridonovka), 1912.

Dès le tout début, il rejoignit la mouvance des « traditionalistes » nostalgiques (ретроспективисты, lit. rétrospectivistes), se présentant lui-même comme anti-Art nouveau (Roussky Modern), style alors dominant à l'époque. Sa quête d'excellence classiciste prit quelque temps, tant ses attirances penchaient du côté du classicisme russe que de la Renaissance italienne. Alors que l'engouement pour le néoclassicisme était en ce temps-là la deuxième plus grande école de Russie (avec une forte demande à Saint-Pétersbourg, un peu moins à Moscou), l'influence renaissance de Joltovski était parfaitement originale, et d'ailleurs restera la marque de son style jusqu'à la fin de ses jours.
Il voyagea souvent en Italie, accumulant là son héritage architectural. Sa collection italienne est encore aujourd'hui souvent exposée, dont des photographies du campanile de Saint Marc à Venise avant son effondrement le 14 juillet 1902 Il parlait couramment italien, traduisit en russe les Quatre livres de Palladio (finalement publiés en 1938). Voici quelques-unes de ses œuvres majeures de cette période :
- Hôtel particulier Tarassov (Moscou, terminée en 1912) basée sur le Palazzo Tiene de Palladio à Vicence et, dans une moindre mesure, le palais des Doges de Venise est sa réalisation pré-révolutionnaire la plus connue.
- Maison de la société des champs de course (Moscou, 1903 ; il reprendra un projet de champ de course un demi-siècle plus tard).
- Hôtel particulier Nossov (Moscou, 1908)
- Villa du jardin Rupert (Lipki dans l'oblast de Moscou, 1908 ; plus tard, elle deviendra l'une des résidences de Staline, aujourd'hui elle fait partie de l'Institut de pédo-oncologie[4].
- Usine d'Ivan Konovalov avec un hôpital, une crèche et des logements (résidence Boniachki près de Kinechma, 1912, avec V.D.Adamovich[5])

Sa pratique, son enseignement et ses conférences publiques sur l'art lui valurent le titre d'académique en 1909. Avec la Révolution de 1917, alors qu'il atteignait les 50 ans, Joltovski était déjà considéré comme un bâtisseur majeur et l'un des maîtres de cette profession.

## Conseiller des bolcheviks, 1917-1926
Joltovski resta à Moscou tout au long de la Première Guerre mondiale, de la Révolution de 1917 et de la guerre civile. En 1918, Alekseï Chtchoussev et lui dirigeaient la seule agence architecturale d'État de Moscou, employant et formant de jeunes futurs architectes comme Ilya Golossov, Panteleimon Golossov, Constantin Melnikov, Nikolaï Ladovski et Nikolai Kolli (les « douze disciples » se dirigeront à parts égales vers le Constructivisme et l'art traditionnel). Il n'y avait pas de commande, surtout des réparations ou des extensions de vieilles propriétés, et peu furent effectivement réalisées. Quand les constructions s'arrêtaient, il se concentrait sur l'enseignement ou l'étude de l'urbanisme.
Joltovski continua d'enseigner à la Vkhoutemas. Alors que l'école d'architecture de Léningrad (la Vkhoutein) avait une direction conservatrice, l'école de Moscou (la Vhkoutemas) devint un havre pour les modernistes. Jolthovski fut épargné par la rhétorique révolutionnaire, opposant nouveaux aux anciens : après tout, il était l'employeur de nombreux architectes modernistes, leur donnant toutes les commandes qu'il pouvait obtenir (comme le pavillon de la foire agricole de toutes les provinces russes de 1923, un projet dirigé en commun par Joltovski et Chtchoussev).
Avec Chtchoussev, ainsi que ses jeunes collaborateurs, Joltovski supervisa le premier plan d'urbanisme de Moscou. Ce travail lui valut un grand crédit auprès de l'administration bolchévique. Il rencontra Lénine par qui il fut fort bien reçu ; dans les propres mémoires de Joltovski (qui reçurent l'agrément du commissariat soviétique chargé des éditions), ce plan d'urbanisme était une commande directe de Lénine qui n'était pas vraiment compétent en architecture et ne pouvait se souvenir d'aucun des autres projets d'aménagement. Les plans de Joltovski, selon Lénine, consistaient à développer le nouvel urbanisme en dehors de la ville, dans sa banlieue sud-est. Plus tard Chtchoussev et lui auront une position moins radicale avec seulement une petite tentative de se sortir du schéma circulaire en coupant deux avenues majeures à travers le cœur de la ville. Ce plan fut écarté par Staline en 1932.
Réalisations de cette période (rien n'a subsisté)
- Plan d'urbanisme pour la Novaïa Moskva (1918-1923, urbaniste en chef : Alekseï Chtchoussev)
- Foire agricole des RSS russes - organisation générale et gestion (avec Alekseï Chtchoussev), portes d'entrée (1923)
- Résidence bon marché pour les travailleurs de l'AMO (avec Melnikov, 1923)[9]
- Pavillon soviétique de l'exposition de Milan (1925-26)

## Retour à la pratique, 1926-1932

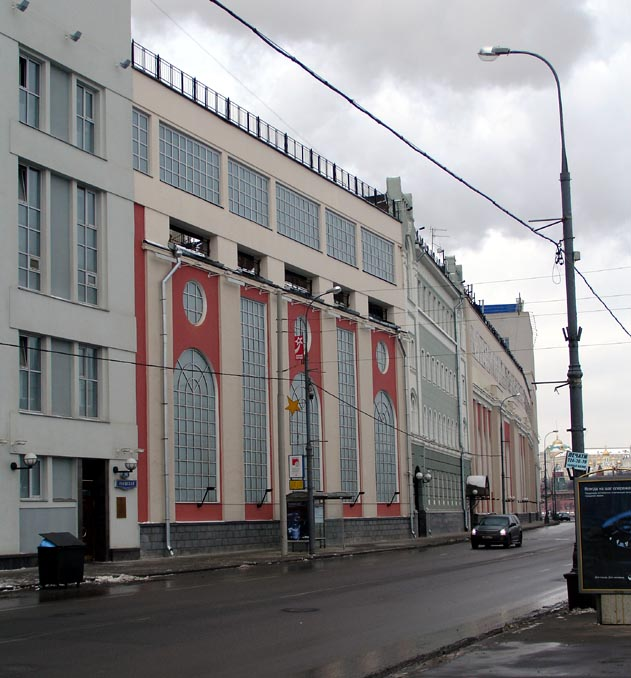
Extension de l'usine thermoélectrique MOGES-1. Le mur du troisième étage est juste un mur-rideau sans rien derrière.

À son retour d'un long voyage en Italie en 1923-1926, la NEP provoqua un soulagement certain chez les architectes. Les professionnels aguerris reçurent à nouveau des commandes, surtout en provenance de l'État ou de sociétés semi-publiques. Pendant une courte période, des architectes travaillèrent à la manière ancienne, avec leurs agences et leurs apprentis. Quelques-uns des étudiants de Joltovski menaient leurs propres affaires, d'autres rejoignirent son agence. Les trois réalisations de Joltovski les plus connues de cette période sont :
- Extension de la banque d'État de la rue Neglinnaîa (Moscou, achevée en 1929)[9]
- Maison des Soviets (Makhatchkala, 1927)
- Extension de la première usine thermoélectrique (MoGES-1) à Moscou en 1927

## Atelier n°1, 1932-1941

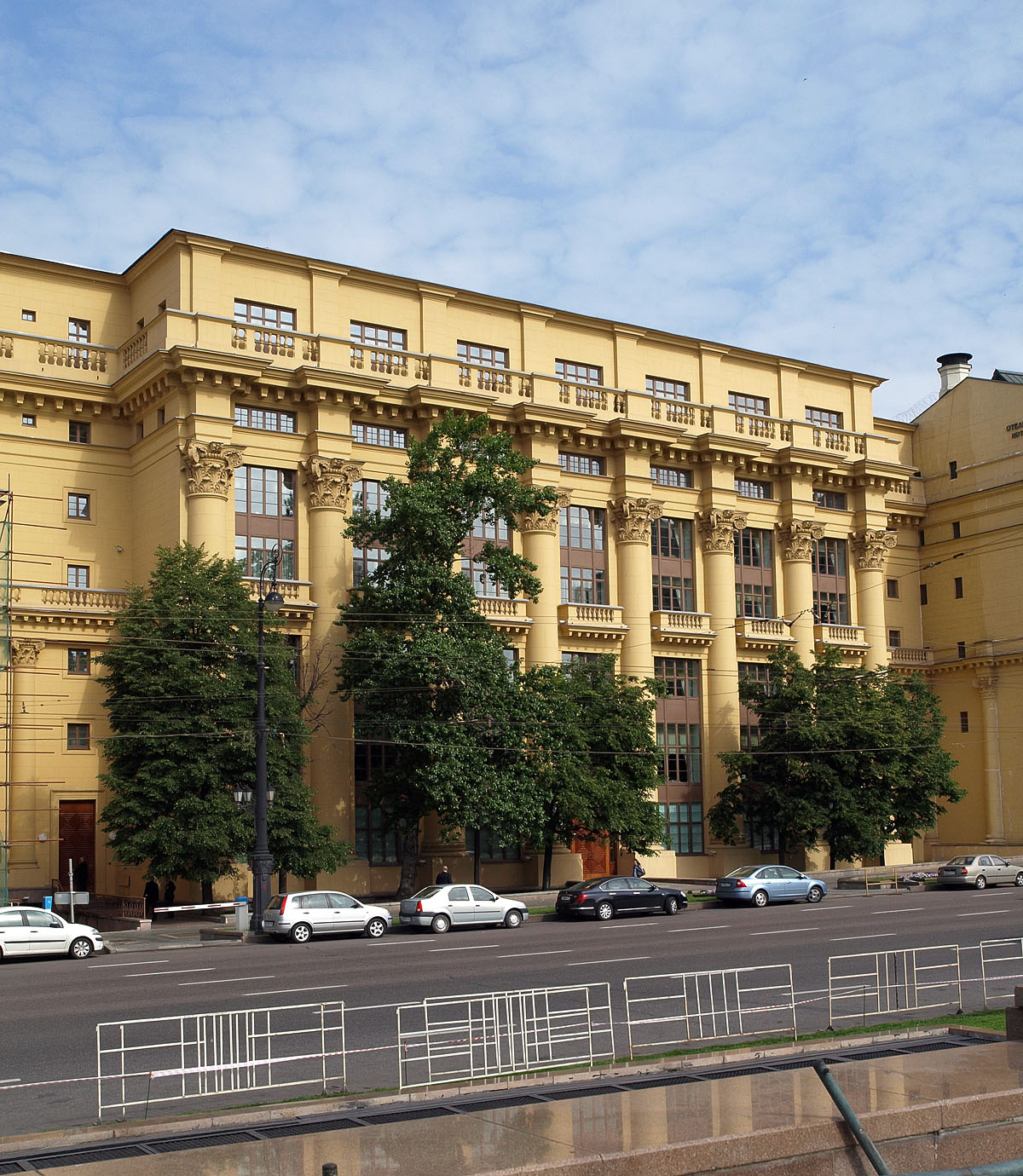
Immeuble rue Mokhovaïa, 1931-1934.

En 1931-1932, l'État réorganisa la profession d'architecte, jusque-là morcelée. En juin 1931, le Comité central autorisa trois grands projets, la reconstruction de Moscou, le canal de Moscou et le métro de Moscou, créant des milliers d'emplois d'architectes et d'ingénieur sous le contrôle étroit de l'État. Un quatrième grand projet, le palais des Soviets, faisait déjà l'objet d'un concours. Joltovski fut colauréat avec Boris Iofane et Hector Hamilton ; les esquisses d'Iofane seront finalement préférées,. Joltovsky cependant refusa de travailler pour le métro, partant du principe qu'il ne devait pas perdre son temps avec de modestes travaux souterrains.
Après la carotte, le bâton : en avril 1932 la nouvelle réglementation du Parti rendit hors-la-loi toute association artistique indépendante ; elles furent remplacées par le Syndicat des architectes soviétiques contrôlé par l'État (juillet 1932) et l'Académie d'architecture (1933).
Les architectes indépendants devaient se consacrer à des projets d'État, se tourner vers des activités bureaucratiques (Viktor Vesnine) ou partir (comme Constantin Melnikov le fit). Le projet de reconstruction de Moscou fut confié à dix ateliers d'architecture étatiques, correspondant en gros à une portion radiale de la ville. Joltovski fut invité à diriger l'Atelier no 1 ; comme d'autres parmi les vieux architectes (Chtchoussev, Vladimir Chtchouko, Ivan Fomine), il se coula à la perfection dans le système stalinien. Son travail d'enseignant était très apprécié : en 1935 et 1937 le Politburo lui demanda de venir parler d'éducation aux Congrès d'architecture en cours (ces congrès furent différés par deux fois, et chaque fois la liste des intervenants était approuvée au plus haut niveau).
Ses réalisations d'avant-guerre vont d'un complexe hôtelier balnéaire à des usines de glace, même si, à quelques exceptions près, son implication personnelle pour chaque projet n'est pas claire. Son œuvre la plus importante, et la moins discutée, louée par les autorités, fut terminée en 1934, juste en face du Kremlin. Un immeuble de logement sur la rue Mokhovaïa appelé à l'origine Maison des ingénieurs et des techniciens (Дом ИТР) connue aujourd'hui comme Villa Joltovski. Il dessina les plans du siège de l'administration de Sotchi, construit en 1936, qui abrite aujourd'hui le musée d'art de Sotchi, reprenant le vocabulaire de l'architecture grecque classique.

## La guerre et l'après guerre, 1945-1959

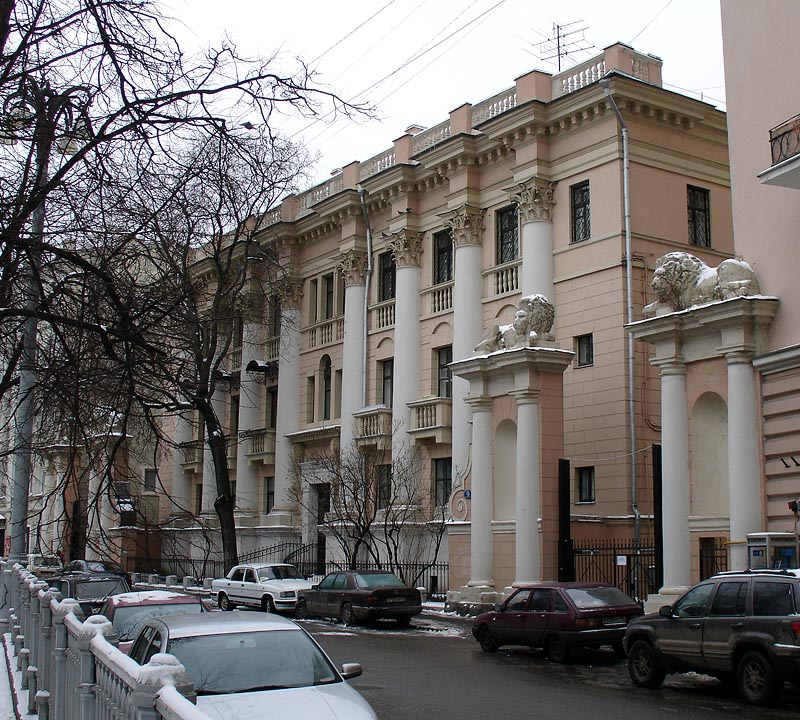
Villa aux Lions, 1945, étang des patriarches, Moscou.

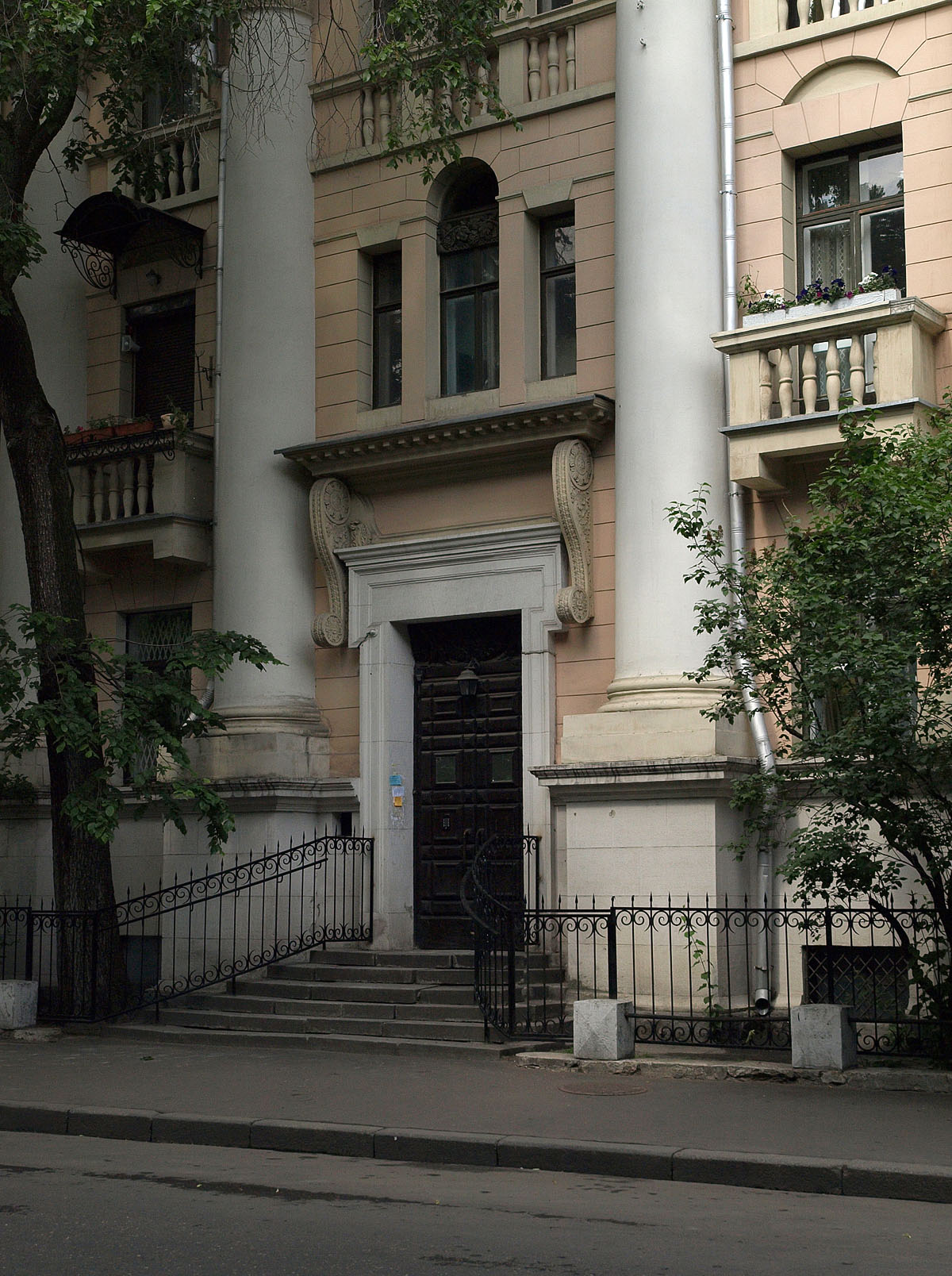
Villa aux Lions, 1945, entrée majestueuse depuis l'étang des patriarches, Moscou.

En 1940, déjà âgé de 73 ans, Joltovski accepta la chaire de l'Institut d'architecture de Moscou. Joltovski demeura à Moscou durant la guerre, dirigeant l'Institut et s'engageant dans différents cabinets de conseil ; quand le temps des réparations des dommages de guerre arriva, il était alors trop vieux pour mener à bien des réalisations en dehors de la ville. Il concourut pour l'extension du siège du Mossoviet, faisant 18 propositions (1939-1945,) ; toutes furent rejetées, et le projet fut confié à Dmitri Tchetchouline. À l'été 1945, l'État instaura l'Atelier et école Joltovski, où il travaillera jusqu'à sa mort.
La même année 1945, l'atelier de Joltovski acheva la très controversée Villa aux Lions, sur l'allée Yermolaïevsky – une luxueuse maison de ville pour les maréchaux de l'armée rouge, ressemblant à une résidence du début du XIXe siècle. Son obséquiosité envers les hauts gradés va bientôt se retourner contre lui. Joltovski demanda comme exercice à ses étudiants de dessiner une résidence secondaire d'un maréchal de l'Union soviétique. Les accusations politiques se répandirent immédiatement ; le 2 novembre 1945 Joltovski reçut l'ordre formel de se débarrasser au plus vite de tous les projets de ses étudiants, d'annuler leur note et de proposer un autre projet conforme à l'éthique soviétique.
Après 1945, Joltovski ne dessina personnellement que trois immeubles de logement à Moscou (dont une extension de son immeuble du NKVD de 1935 sur la place Smolenskaïa). Le plus connu, l'immeuble de Bolchaïa Kaloujskaïa en 1949, est une illustration intéressante du passage de Joltovski d'une architecture pour l'élite à une architecture pour le peuple, une tentative d'amener la construction de masse à un niveau de qualité attendue dans l'architecture stalinienne et son propre style renaissance. Tous les appartements sont relativement petits — des deux pièces mais avec beaucoup de rangements. Les plans contrecarrent volontairement la possibilité de séparer ces appartements en kommounalki multi-familiales surpeuplées (par exemple la cuisine n'est accessible que depuis les chambres). Des façades relativement plates qu'affectionnait Joltovski, et une application sobre du style florentin finissent de donner au projet une grande cohérence.
En 1948, à 80 ans, Joltovski fit une fois encore l'objet d'une chasse aux sorcières. Sans raison apparente, des critiques médiocres attaquent ses réalisations et son rôle éducatif. Joltovski perdit alors sa chaire à l'Institut. En février 1949 une table ronde des professionnels taxe sa villa Bolchaïa Kaloujskaïa de « formaliste », condamnant les efforts pédagogiques de Joltovski, et l'excommunie virtuellement de la pratique pour un an. Puis soudain, la chance lui sourit à nouveau quand en mars 1950 Joltovski reçut le deuxième prix du prix Staline — et pour le même immeuble qui avait été ostracisé un an avant,. Dès 1952 les critiques le louèrent comme « la » bonne manière de construire.

## Décès et héritage
Joltovski s'est marié deux fois et n'eut aucun enfant. À partir de 1920, il vécut dans un immeuble Stankévitch du XIXe siècle sur la voie Voznessensky,. Il mourut d'une pneumonie à l'âge de 92 ans. À sa mort, sa veuve, la pianiste Olga Arenskaïa, fut mise à la porte (en 48 heures), sa collection d'art et d'antiquités fut dispersée. Sa veuve lui survécut un an.
Le credo de Joltovski était que l'architecture et le processus de construction sont indivisibles ; écarter l'architecte du chantier réduit son art à un simple griffonnage sur du papier. Tandis qu'en même temps sa recherche de réduction des coûts et l'évaluation de nouvelles technologies dans les années 1950 signifiait la démission des professionnels en URSS. Son travail, poussé en avant par Khrouchtchev en janvier 1951 (alors chef du Parti de la municipalité de Moscou), ouvrait un boulevard à la fin des années 1950 pour passer de la maçonnerie au béton préfabriqué. L'atelier de Joltovski proposait différentes esquisses en béton préfabriquées, mêlant les nouvelles technologies à une enveloppe de style stalinien ; cette ligne ne se fera jamais : Khrouchtchev déclara la guerre aux excès de l'architecture en novembre 1955, juste quand l'industrie du béton acquérait suffisamment de capacité pour construire en masse. Les dernières barres d'immeuble de Joltovski (Perspective Mira, 184) furent déshabillées de leurs « redondances », et, dans les dix ans qui ont suivi, l'architecture s'éloigna de la direction des chantiers et se replia sur l'urbanisme et l'ingénierie, laissant la place aux barres des khrouchtchevkas.

## Récompenses
- ordre du Drapeau rouge du Travail : 1942
- ordre de Lénine : 1950
- prix Staline : 1950, pour le projet d'architecte de l'immeuble au n° 11 sur Leninski prospekt